# I'll See You in My Dreams (film 1951)
I'll See You in My Dreams è un film del 1951 diretto da Michael Curtiz. Tratto da The Gus Kahn Story di Louis F. Edelman e Grace Kahn, è la biografia romanzata di Gus Kahn, famoso paroliere e autore di canzoni diventate dei classici della musica americana.
Il titolo riprende un suo celebre pezzo musicale, I'll See You in My Dreams, scritto con il musicista Isham Jones e pubblicato nel 1924, una canzone che sarà incisa da Marion Harris (1924), Louis Armstrong, Pat Boone, Doris Day, Ella Fitzgerald, Mario Lanza, Tony Martin, Anita O'Day, Ezio Pinza, Sue Raney, Jerry Lee Lewis (1958, strumentale) e Andy Williams.
Il film è interpretato da Danny Thomas nel ruolo di Gus Kahn e da Doris Day in quello di sua moglie Grace LeBoy Kahn, musicista e compositrice. Le coreografie sono affidate a LeRoy Prinz.
La colonna sonora ha raggiunto la prima posizione nella Billboard 200.

## Produzione
Il film fu prodotto da Louis F. Edelman per la Warner Bros. Pictures

## Distribuzione
Distribuito dalla Warner Bros. Pictures, il film fu presentato in prima a New York il 6 dicembre 1951. La Columbia Records pubblicò un album dallo stesso titolo, contenente canzoni eseguite da Doris Day, alcune delle quali cantate insieme a Danny Thomas.